# Кусково-аналітична функція
Кусково-аналітична функція — функція, визначена на множині дійсних чисел, аналітична на кожному з інтервалів, що становлять область визначення.

## Формальне означення й задавання
Нехай задані {\displaystyle x_{1}<x_{2}<\ldots <x_{n}} — точки зміни формул.
Як і всі кусково-задані функції, кусково-аналітичну функцію зазвичай задають на кожному з інтервалів {\displaystyle (-\infty ;x_{1}),(x_{1};x_{2});\ldots (x_{n};+\infty )} окремою формулою. Записують це у вигляді:
{\displaystyle f(x)={\begin{cases}f_{0}(x),\quad x<x_{1}\\f_{1}(x),\quad x_{1}<x<x_{2}\\\cdots \\f_{n}(x),\quad x_{n}<x\end{cases}}},
де {\displaystyle f_{0},f_{1},...,f_{n}} - аналітичні функції у своїй області визначення.